# Беффруа

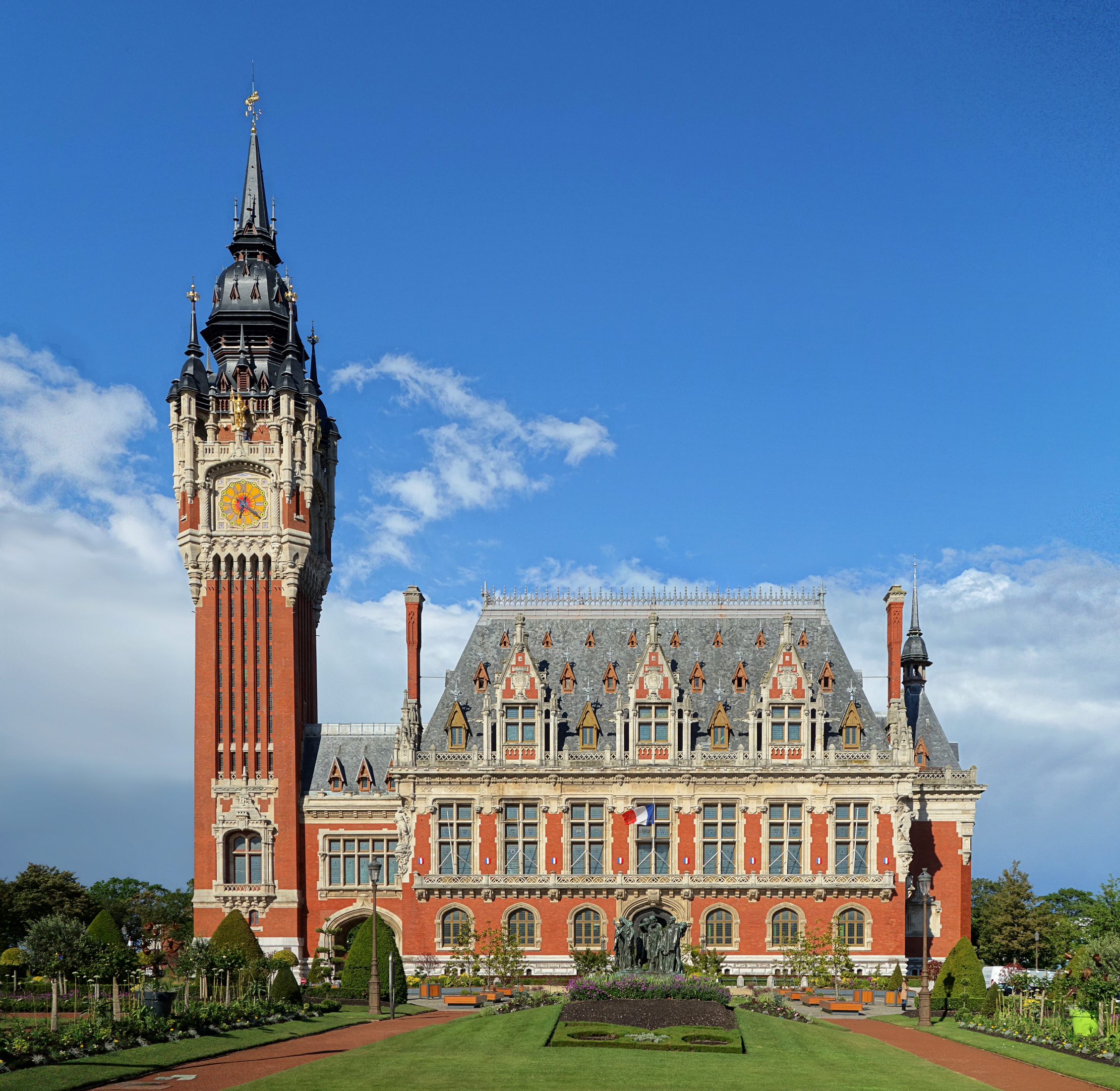
Беффруа XX века при ратуше города Кале

Беффруа́ (от фр. beffroi «колокольня, звонница; сторожевая башня»), также вечевая башня, башня городского совета — отдельно стоящая башня, служившая для многих средневековых городов символом городской вольности и солидарности.
Первоначально беффруа служили сторожевыми башнями, где висел набатный колокол. Постепенно в помещении башен стали размещать зал заседаний городского совета, место для хранения казны, документов, печати, торговые помещения, арсеналы, тюрьмы и т. п. Так как внутри башен для всего этого не хватало места, то у подножия беффруа стали пристраивать специальное здание. Таким образом постепенно беффруа превратилось в ратушу.
Беффруа получили наибольшее распространение в Исторических Нидерландах, где громадные по высоте и пышно украшенные башни строились как при ратушах, так и на отдалении от них. В наши дни бо́льшая часть сохранившихся беффруа находится в Бельгии. 
Более пятидесяти беффруа Бельгии и Франции занесены в список всемирного наследия ЮНЕСКО.